# طواف الإمارات للسيدات
طواف الإمارات للسيدات هو سباق دراجات هوائية للسيدات يقام سنويًّا في دولة الإمارات العربية المتحدة كجزء من سلسلة سباقات طواف العالم للدراجات للسيدات التي ينظمها الاتحاد الدولي لركوب الدراجات الهوائية.

## التاريخ
كان الهدف الرئيسي من إقامة طواف الإمارات للسيدات هو تعزيز مُشاركة المرأة في المنافسات الرياضيّة وزيادة عدد اللاعبات اللاتي يمارسن رياضة ركوب الدراجات الهوائية في الإمارات العربية المتحدة وتوفير التشجيع والدعم والإعداد البدني والتدريب اللازم لهن إلى جانب التعريف بالمعالم السياحيّة الجذابة في الإمارات العربية المتحدة. انطلقت النُسخة الأولى من طواف الإمارات للسيدات في 9 فبراير (شباط) 2023 بمُشاركة 120 لاعبة ركوب دراجات هوائية يمثلن 20 فريقا رياضيًّا من مختلف أنحاء العالم. تقام منافسات الطواف على أربعة مراحل تستمر كل منها على مدى أربعة أيام.

## اللاعبات المتوجات بلقب الطواف
استطاعت اللاعبة الإيطالية إليزا لونجو بورجيني إحراز اللقب والتتويج كبطلة للنسخة الأولى من طواف الإمارات للسيدات. وفي النسخة الثانية من الطواف، والتي أقيمت عام 2024 تمكنت اللاعبة لوت كوبيكي من إحراز اللقب.